# One More Time (スターダストレビューの曲)
『ONE MORE TIME』（ワンモアタイム）はスターダストレビュー12枚目のシングル。1987年6月10日に発売された。

## 収録曲
全曲作曲・編曲：三谷泰弘
1. ONE MORE TIME
作詞：寺田正美/林紀勝
2. MIDNIGHT RAINBOW
作詞：田口俊